# Hemibarbus thacmoensis
Hemibarbus thacmoensis är en fiskart som beskrevs av Nguyen 2001. Hemibarbus thacmoensis ingår i släktet Hemibarbus och familjen karpfiskar. IUCN kategoriserar arten globalt som otillräckligt studerad. Inga underarter finns listade i Catalogue of Life.